# Ободовский сельский совет (Белопольский район)
Ободовский сельский совет (укр. Ободівська сільська рада) — входит в состав
Белопольского района
Сумской области
Украины.
Административный центр сельского совета находится в 
с. Ободы
.

## Населённые пункты совета
- с. Ободы
- с. Дегтярное
- с. Макеевка